# آشپزی لهستانی

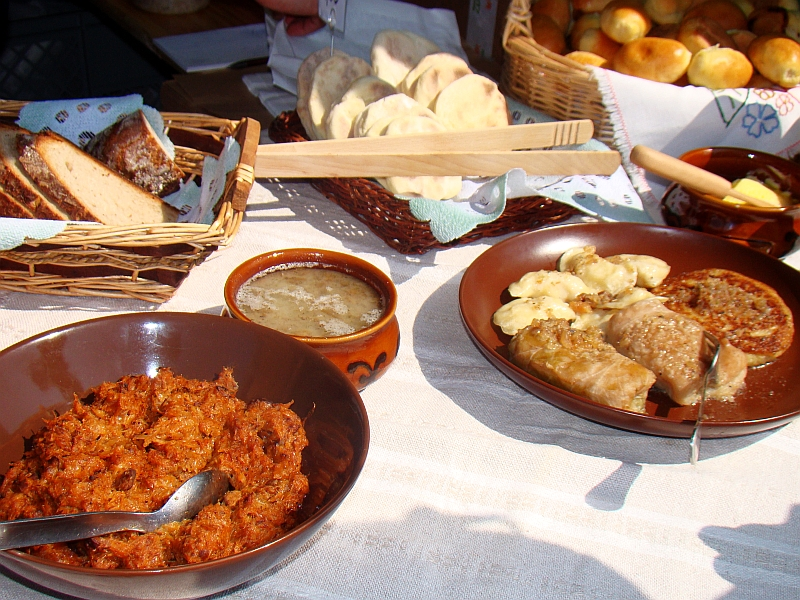
آشپزی لهستانی

آشپزی لهستانی (لهستانی: kuchnia polska) غذاهای لهستانی در طول قرن‌ها به دلیل تاریخ لهستان بسیار التقاطی تکامل یافته‌است و شباهت‌های زیادی با همسایگان این کشور آشپزی آلمانی و فرهنگ‌های دیگر دارد.